# Bokutachi wa tatakawanai
„Bokutachi wa tatakawanai” (jap. 僕たちは戦わない) – czterdziesty singel japońskiego zespołu AKB48, wydany w Japonii 20 maja 2015 roku przez You! Be Cool.
Singel został wydany w dziewięciu edycjach: czterech regularnych i czterech limitowanych (Type A, Type B, Type C, Type D) oraz „teatralnej” (CD). Pierwsza edycja regularna zawierała dodatkowo kartę do głosowania na członkinie mające pojawić się w kolejnym singlu. Osiągnął 1 pozycję w rankingu Oricon i pozostał na liście przez 19 tygodni, sprzedał się w nakładzie 1 782 897 egzemplarzy. Singel zdobył status podwójnej płyty Milion.

## Lista utworów
Wszystkie utwory zostały napisane przez Yasushiego Akimoto.

### Type A
| CD  |                                                                           |                                                                     |                                                                     |       |
| Nr  | Tytuł                                                                     | Kompozycja                                                          | Aranżacja                                                           | Czas  |
| 1.  | „Bokutachi wa tatakawanai” (jap. 僕たちは戦わない)                        | Yo-Hey                                                              | Hiroshi Sasaki                                                      | 5:26  |
| 2.  | „Summer side” (wyk. Selection 16)                                         | Yasuhiro Mizushima                                                  | Makoto Wakatabe                                                     | 4:53  |
| 3.  | „„Danshi” wa kenkyū taishō” (jap. “ダンシ”は研究対象) (wyk. Tentōmu Chu!) | Daisuke Itō                                                         | Mine Kushita                                                        | 4:21  |
| 4.  | „Bokutachi wa tatakawanai” (jap. 僕たちは戦わない) (off vocal ver.)       | Yo-Hey                                                              | Hiroshi Sasaki                                                      | 5:26  |
| 5.  | „Summer side” (off vocal ver.)                                            | Yasuhiro Mizushima                                                  | Makoto Wakatabe                                                     | 4:53  |
| 6.  | „„Danshi” wa kenkyū taishō” (jap. “ダンシ”は研究対象) (off vocal ver.)    | Daisuke Itō                                                         | Mine Kushita                                                        | 4:21  |
| DVD |                                                                           |                                                                     |                                                                     |       |
| Nr  | Tytuł                                                                     | Tytuł                                                               | Tytuł                                                               | Czas  |
| 1.  | „Bokutachi wa tatakawanai” (jap. 僕たちは戦わない) (Music Video)          | „Bokutachi wa tatakawanai” (jap. 僕たちは戦わない) (Music Video)    | „Bokutachi wa tatakawanai” (jap. 僕たちは戦わない) (Music Video)    | 11:55 |
| 2.  | „Summer side” (Music Video)                                               | „Summer side” (Music Video)                                         | „Summer side” (Music Video)                                         | 5:00  |
| 3.  | „„Danshi” wa kenkyū taishō” (jap. “ダンシ”は研究対象) (Music Video)       | „„Danshi” wa kenkyū taishō” (jap. “ダンシ”は研究対象) (Music Video) | „„Danshi” wa kenkyū taishō” (jap. “ダンシ”は研究対象) (Music Video) | 4:24  |

### Type B
| CD  |                                                                             |                                                                      |                                                                      |       |
| Nr  | Tytuł                                                                       | Kompozycja                                                           | Aranżacja                                                            | Czas  |
| 1.  | „Bokutachi wa tatakawanai” (jap. 僕たちは戦わない)                          | Yo-Hey                                                               | Hiroshi Sasaki                                                       | 5:26  |
| 2.  | „Summer side” (wyk. Selection 16)                                           | Yasuhiro Mizushima                                                   | Makoto Wakatabe                                                      | 4:53  |
| 3.  | „Kafka to Dendenmu Chu!” (jap. カフカとでんでんむChu!) (wyk. Dendenmu Chu!) | you-me                                                               | Araken                                                               | 5:04  |
| 4.  | „Bokutachi wa tatakawanai” (jap. 僕たちは戦わない) (off vocal ver.)         | Yo-Hey                                                               | Hiroshi Sasaki                                                       | 5:26  |
| 5.  | „Summer side” (off vocal ver.)                                              | Yasuhiro Mizushima                                                   | Makoto Wakatabe                                                      | 4:53  |
| 6.  | „Kafka to Dendenmu Chu!” (jap. カフカとでんでんむChu!) (off vocal ver.)     | you-me                                                               | Araken                                                               | 5:04  |
| DVD |                                                                             |                                                                      |                                                                      |       |
| Nr  | Tytuł                                                                       | Tytuł                                                                | Tytuł                                                                | Czas  |
| 1.  | „Bokutachi wa tatakawanai” (jap. 僕たちは戦わない) (Music Video)            | „Bokutachi wa tatakawanai” (jap. 僕たちは戦わない) (Music Video)     | „Bokutachi wa tatakawanai” (jap. 僕たちは戦わない) (Music Video)     | 11:55 |
| 2.  | „Summer side” (Music Video)                                                 | „Summer side” (Music Video)                                          | „Summer side” (Music Video)                                          | 5:00  |
| 3.  | „Kafka to Dendenmu Chu!” (jap. カフカとでんでんむChu!) (Music Video)        | „Kafka to Dendenmu Chu!” (jap. カフカとでんでんむChu!) (Music Video) | „Kafka to Dendenmu Chu!” (jap. カフカとでんでんむChu!) (Music Video) | 6:27  |

### Type C
| CD  |                                                                       |                                                                  |                                                                  |       |
| Nr  | Tytuł                                                                 | Kompozycja                                                       | Aranżacja                                                        | Czas  |
| 1.  | „Bokutachi wa tatakawanai” (jap. 僕たちは戦わない)                    | Yo-Hey                                                           | Hiroshi Sasaki                                                   | 5:26  |
| 2.  | „Summer side” (wyk. Selection 16)                                     | Yasuhiro Mizushima                                               | Makoto Wakatabe                                                  | 4:53  |
| 3.  | „Kegarete iru shinjitsu” (jap. 汚れている真実) (wyk. Team 8 Sembatsu) | Kazunori Onuki, Reo Kawahara, Ryūichi Takagi                     | Kazunori Onuki                                                   | 4:17  |
| 4.  | „Bokutachi wa tatakawanai” (jap. 僕たちは戦わない) (off vocal ver.)   | Yo-Hey                                                           | Hiroshi Sasaki                                                   | 5:26  |
| 5.  | „Summer side” (off vocal ver.)                                        | Yasuhiro Mizushima                                               | Makoto Wakatabe                                                  | 4:53  |
| 6.  | „Kegarete iru shinjitsu” (jap. 汚れている真実) (off vocal ver.)       | Kazunori Onuki, Reo Kawahara, Ryūichi Takagi                     | Kazunori Onuki                                                   | 4:17  |
| DVD |                                                                       |                                                                  |                                                                  |       |
| Nr  | Tytuł                                                                 | Tytuł                                                            | Tytuł                                                            | Czas  |
| 1.  | „Bokutachi wa tatakawanai” (jap. 僕たちは戦わない) (Music Video)      | „Bokutachi wa tatakawanai” (jap. 僕たちは戦わない) (Music Video) | „Bokutachi wa tatakawanai” (jap. 僕たちは戦わない) (Music Video) | 11:55 |
| 2.  | „Summer side” (Music Video)                                           | „Summer side” (Music Video)                                      | „Summer side” (Music Video)                                      | 5:00  |
| 3.  | „Kegarete iru shinjitsu” (jap. 汚れている真実) (Music Video)          | „Kegarete iru shinjitsu” (jap. 汚れている真実) (Music Video)     | „Kegarete iru shinjitsu” (jap. 汚れている真実) (Music Video)     | 4:38  |

### Type D
| CD  |                                                                     |                                                                  |                                                                  |       |
| Nr  | Tytuł                                                               | Kompozycja                                                       | Aranżacja                                                        | Czas  |
| 1.  | „Bokutachi wa tatakawanai” (jap. 僕たちは戦わない)                  | Yo-Hey                                                           | Hiroshi Sasaki                                                   | 5:26  |
| 2.  | „Barebare bushi” (jap. バレバレ節) (wyk. WONDA Senbatsu)            | Kōji Ueda                                                        | Yūichi "Masa" Nonaka                                             | 5:40  |
| 3.  | „Kimi no dai ni shō” (jap. 君の第二章)                              | Yoshiyasu Ogami                                                  | Yoshiyasu Ogami                                                  | 5:42  |
| 4.  | „Bokutachi wa tatakawanai” (jap. 僕たちは戦わない) (off vocal ver.) | Yo-Hey                                                           | Hiroshi Sasaki                                                   | 5:26  |
| 5.  | „Barebare bushi” (jap. バレバレ節) (off vocal ver.)                 | Kōji Ueda                                                        | Yūichi "Masa" Nonaka                                             | 5:40  |
| 6.  | „Kimi no dai ni shō” (jap. 君の第二章) (off vocal ver.)             | Yoshiyasu Ogami                                                  | Yoshiyasu Ogami                                                  | 5:42  |
| DVD |                                                                     |                                                                  |                                                                  |       |
| Nr  | Tytuł                                                               | Tytuł                                                            | Tytuł                                                            | Czas  |
| 1.  | „Bokutachi wa tatakawanai” (jap. 僕たちは戦わない) (Music Video)    | „Bokutachi wa tatakawanai” (jap. 僕たちは戦わない) (Music Video) | „Bokutachi wa tatakawanai” (jap. 僕たちは戦わない) (Music Video) | 11:55 |
| 2.  | „Barebare bushi” (jap. バレバレ節) (Music Video)                    | „Barebare bushi” (jap. バレバレ節) (Music Video)                 | „Barebare bushi” (jap. バレバレ節) (Music Video)                 | 5:43  |
| 3.  | „Kimi no dai ni shō” (jap. 君の第二章) (Music Video)                | „Kimi no dai ni shō” (jap. 君の第二章) (Music Video)             | „Kimi no dai ni shō” (jap. 君の第二章) (Music Video)             | 6:19  |

### Wer. teatralna
| CD |                                                                              |                    |                 |      |
| Nr | Tytuł                                                                        | Kompozycja         | Aranżacja       | Czas |
| 1. | „Bokutachi wa tatakawanai” (jap. 僕たちは戦わない)                           | Yo-Hey             | Hiroshi Sasaki  | 5:26 |
| 2. | „Summer side” (wyk. Selection 16)                                            | Yasuhiro Mizushima | Makoto Wakatabe | 4:53 |
| 3. | „Deai no hi, wakare no hi” (jap. 出逢いの日、別れの日) (wyk. Gensō & Jikisō) | Haruyuki           | Yūsuke Itagaki  | 6:27 |
| 4. | „Bokutachi wa tatakawanai” (jap. 僕たちは戦わない) (off vocal ver.)          | Yo-Hey             | Hiroshi Sasaki  | 5:26 |
| 5. | „Summer side” (off vocal ver.)                                               | Yasuhiro Mizushima | Makoto Wakatabe | 4:53 |
| 6. | „Deai no hi, wakare no hi” (jap. 出逢いの日、別れの日) (off vocal ver.)      | Haruyuki           | Yūsuke Itagaki  | 6:27 |

## Skład zespołu
| „Bokutachi wa tatakawanai” |
| --- |
| - AKB48 Team A: Haruka Shimazaki (środek), Nana Owada, Rina Kawaei, Haruna Kojima, Minami Takahashi, Yui Yokoyama - AKB48 Team K: Yūka Tano, Minami Minegishi, Mion Mukaichi, Tomu Mutō - AKB48 Team B: Ryōka Ōshima, Yuki Kashiwagi, Rena Katō, Yuria Kizaki, Mayu Watanabe - AKB48 Team 4: Nana Okada, Saya Kawamoto, Mako Kojima, Juri Takahashi - AKB48 Team 8: Ikumi Nakano, Nagisa Sakaguchi - SKE48 Team S: Ryōha Kitagawa, Jurina Matsui - SKE48 Team E: Akari Suda, Rena Matsui - NMB48 Team N: Sayaka Yamamoto - NMB48 Team BII: Miyuki Watanabe - HKT48 Team H: Haruka Kodama, Rino Sashihara - HKT48 Team KIV: Sakura Miyawaki - SNH48 Team SII: Sae Miyazawa - Nogizaka46: Rina Ikoma |

| „Summer side” |
| --- |
| - AKB48 Team A: Nana Owada (środek) - AKB48 Team K: Yūka Tano, Minami Minegishi, Tomu Mutō - AKB48 Team B: Ryōka Ōshima - AKB48 Team 4: Mako Kojima (środek), Nana Okada, Saya Kawamoto, Juri Takahashi - AKB48 Team 8: Ikumi Nakano, Nagisa Sakaguchi - SKE48 Team S: Ryōha Kitagawa - SKE48 Team E: Akari Suda - NMB48 Team BII: Miyuki Watanabe - HKT48 Team H: Haruka Kodama - SNH48 Team SII: Sae Miyazawa |

| „„Danshi” wa kenkyū taishō” |
| --- |
| - AKB48 Team 4: Mako Kojima (środek), Nana Okada, Miki Nishino - SKE48 Team S: Ryōha Kitagawa - NMB48 Team BII: Nagisa Shibuya - HKT48 Team H: Meru Tashima - HKT48 Team KIV: Mio Tomonaga |

| „Kafka to Dendenmu Chu!” |
| --- |
| - AKB48 Team A: Nana Owada (środek), Megu Taniguchi - AKB48 Team K: Mion Mukaichi - AKB48 Team 4: Yuiri Murayama, Saya Kawamoto - HKT48 Team H: Nako Yabuki, Miku Tanaka |

| „Kegarete iru shinjitsu” |
| --- |
| - AKB48 Team 8: Nagisa Sakaguchi (środek), Ikumi Nakano (środek), Yui Yokoyama, Hijiri Tanikawa, Nanami Satō, Hitomi Honda, Yuri Yokomichi, Serika Nagano, Nanami Yamada, Narumi Kuranoo |

| „Barebare bushi” |
| --- |
| - AKB48 Team A: Haruka Shimazaki (środek), Minami Takahashi, Yui Yokoyama - AKB48 Team B: Mayu Watanabe (środek), Yuki Kashiwagi |

| „Kimi no dai ni shō” |
| --- |
| Piosenka na ukończenie członkostwa Riny Kawaei w zespole. - AKB48 Team A: Rina Kawaei (środek), Anna Iriyama, Haruna Kojima, Haruka Shimazaki, Minami Takahashi, Yui Yokoyama - AKB48 Team B: Yuki Kashiwagi, Yuria Kizaki, Mayu Watanabe - AKB48 Team 4: Juri Takahashi - SKE48 Team S: Jurina Matsui - NMB48 Team N: Sayaka Yamamoto - HKT48 Team H: Rino Sashihara |

| „Deai no hi, wakare no hi”                     |
| ---------------------------------------------- |
| - AKB48 Team A: Minami Takahashi, Yui Yokoyama |

## Notowania
| Lista                             | Pozycja |
| --------------------------------- | ------- |
| Oricon Weekly Singles Chart       | 1       |
| Oricon Yearly Singles Chart       | 1       |
| Billboard Japan Hot 100           | 1       |
| Billboard Japan Hot Singles Sales | 1       |